# Indian Springs, Nevada
Indian Springs är en ort i Clark County i delstaten Nevada, USA.